# Diamond Ridge (Alaska)
Diamond Ridge (englisch für „Diamantengrat“) (Dena’ina: Ch’aqiniggech) ist ein Ort und ein census-designated place (CDP) im Kenai Peninsula Borough in Alaska. Das U.S. Census Bureau ermittelte bei der Volkszählung 2020 eine Einwohnerzahl von 1330.

## Geographie
Diamond Ridge befindet sich an der Westküste der Kenai-Halbinsel, 6 km westnordwestlich von Homer. Das CDP-Gebiet besitzt einen 3,4 km langen Küstenstreifen und reicht 15 km ins Landesinnere. Der Sterling Highway (Alaska Route 1) durchquert das CDP-Gebiet nahe der Küste. Das Diamond Ridge CDP grenzt im Norden an das Anchor Point CDP, im Süden an die City of Homer, im Südosten an das Kachemak CDP sowie im Osten an das Fritz Creek CDP.

## Geschichte
2000 wurde Diamond Ridge ein census-designated place. Der Ort wurde nach dem namengebenden Höhenkamm benannt, auf welchem er liegt.

## Demografie
Zum Zeitpunkt der Volkszählung im Jahre 2020 (U.S. Census 2020) hatte Diamond Ridge 1330 Einwohner auf einer Landfläche von 109,81 km². Von den Einwohnern waren 1139 Weiße, 4 afrikanisch-amerikanischer Abstammung, 36 Indigene sowie 8 Asiaten. Beim Zensus im Jahr 2000 wurden 1802 Einwohner gezählt, 2010 waren es 1156.